# Einer Rubio
Einer Augusto Rubio Reyes (ur. 22 lutego 1998 w Chíquiza) – kolumbijski kolarz szosowy.

## Osiągnięcia
Opracowano na podstawie:

2018
- 1. miejsce na 5. etapie Giro Ciclistico d’Italia
- 1. miejsce w GP Capodarco
- 1. miejsce w klasyfikacji górskiej Giro della Regione Friuli Venezia Giulia
  - 1. miejsce na 2. etapie

2019
- 2. miejsce w Giro Ciclistico d’Italia
  - 1. miejsce w klasyfikacji górskiej
  - 1. miejsce na 9. etapie

2021
- 1. miejsce w klasyfikacji młodzieżowej Vuelta a Burgos

2023
- 1. miejsce na 3. etapie UAE Tour
- 1. miejsce na 13. etapie Giro d’Italia

## Rankingi
| Rok              | 2017  | 2018 | 2019 | 2020  | 2021 | 2022 | 2023 | 2024 |
| ---------------- | ----- | ---- | ---- | ----- | ---- | ---- | ---- | ---- |
| World Ranking    | 2618. | 882. | 930. | 1028. | 367. | 267. | 75.  | 122. |
| UCI Europe Tour  | 1745. | 533. |      |       |      |      |      |      |
| UCI America Tour | -     | -    | 114. | 83.   | 32.  | 20.  | 8.   | 15.  |
|                  |       |      |      |       |      |      |      |      |
| Źródło: UCI      |       |      |      |       |      |      |      |      |